# Kållereds församling
Kållereds församling är en församling i Mölndals och Partille kontrakt i Göteborgs stift. Församlingen ligger i Mölndals kommun i Västra Götalands län (Västergötland) och ingår i Mölndals pastorat.

## Administrativ historik
Församlingen har medeltida ursprung.
Församlingen var till 1977 annexförsamling i pastorat med Fässbergs församling (Mölndal) som moderförsamling. Församlingen utgjorde sedan från 1977 till 2014 ett eget pastorat. Församlingen ingår sedan 2014 i Mölndals pastorat.

## Kyrkor
- Kållereds kyrka
- Apelgårdens kyrka